# Schloss Dallau

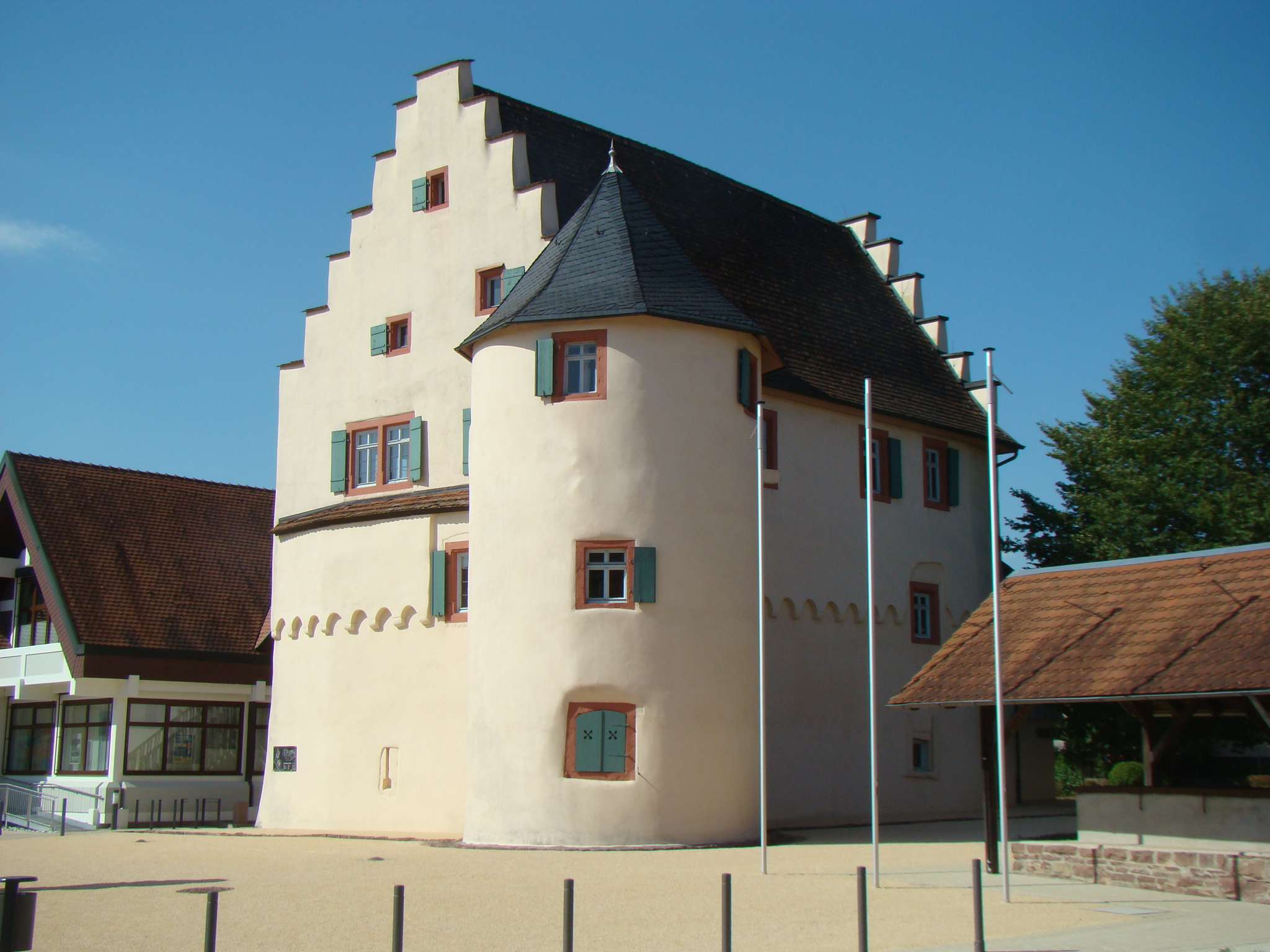
Schloss Dallau

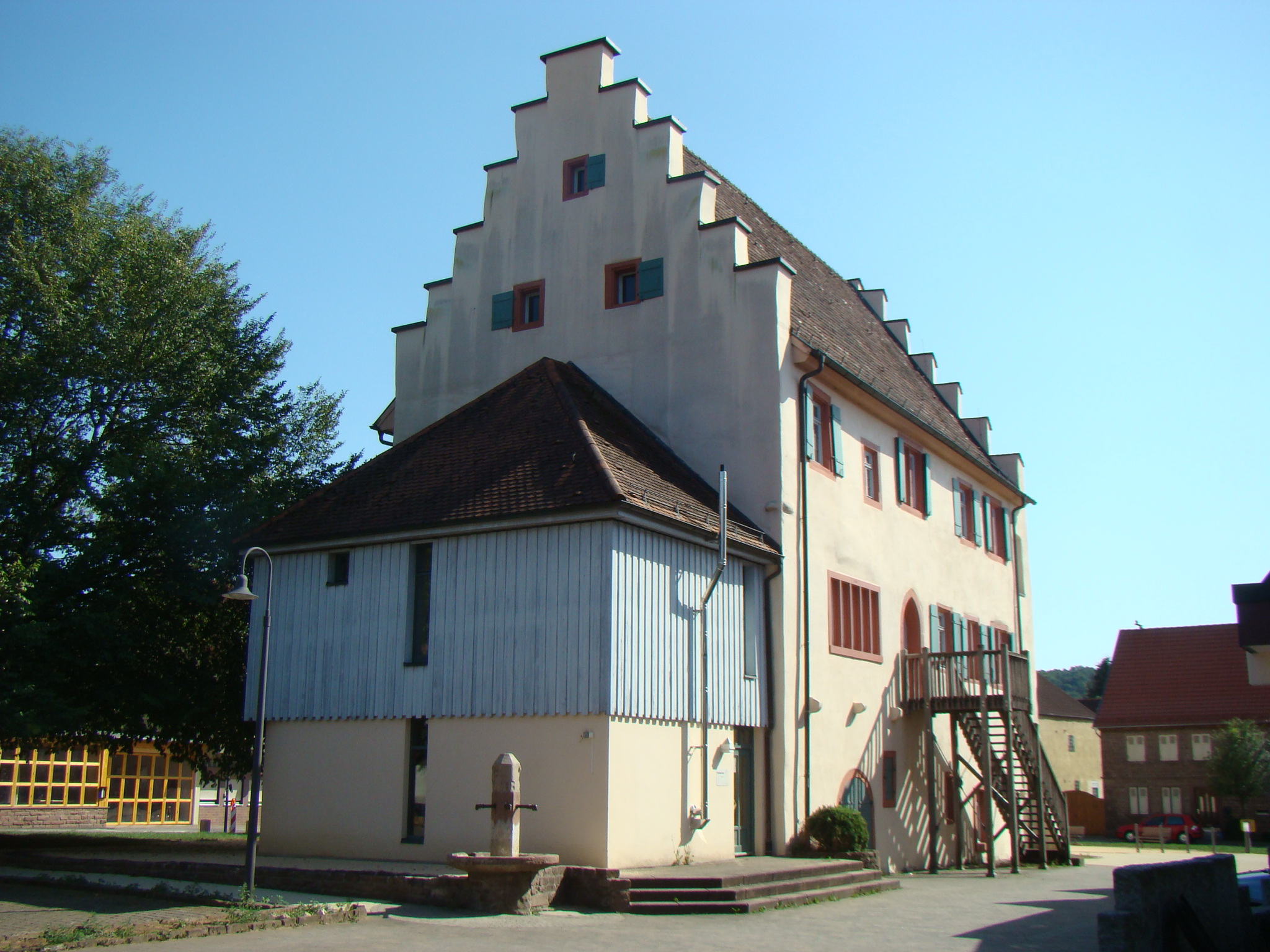
Rückwärtige Ansicht

Schloss Dallau in Dallau, einem Ortsteil der Gemeinde Elztal im Neckar-Odenwald-Kreis im nördlichen Baden-Württemberg, geht auf eine ehemalige Wasserburg des Deutschen Ordens zurück, die in der Mitte des 15. Jahrhunderts auf dem Platz eines Vorgängerbauwerks errichtet und im 16. Jahrhundert bedeutend umgebaut wurde. Die Wehranlagen und die meisten Gebäude der Anlage wurden bereits im 18. Jahrhundert abgerissen, so dass die Anlage seitdem im Wesentlichen nur aus dem einstigen Palas und einem übriggebliebenen Turm besteht.

## Geschichte
Um 1300 wurde in Dallau eine Tiefburg als Herrensitz der damaligen Ortsherren von Dallau, der Herren von Heinriet, gegründet. Diese erste Burg bestand lediglich aus einem Wohnturm, der von einer Ringmauer umgeben war. Der Deutsche Orden erwarb 1416 die Hälfte des Ortes und die gesamte Burg. Nach der Beilegung von offenen Fragen über die Kontrolle des Vorburgbereichs hat der Deutsche Orden die Burg in der Zeit von 1438 bis 1451 umfassend ausgebaut, wobei anstelle des alten Wohnturms der heutige Palas mit Staffelgiebel trat, der im Süden und Westen an bzw. auf die alte Ringmauer gebaut wurde. Der Palas bildete das Hauptgebäude der von einem 20 Meter breiten Wassergraben umgebenen, teilweise doppelt ummauerten und mit vier Ecktürmen sowie Torbau ausgestatteten Anlage, der sich jenseits des Wassergrabens nach Westen noch eine ebenfalls ummauerte und vom Dorf her nur durch einen Torturm zu erreichende Vorburg mit verschiedenen Wirtschaftsgebäuden anschloss. Im Bauernkrieg 1525 eroberten Aufständische die Burg, die jedoch ohne größere Schäden blieb. 1529/30 wurde die Burg nochmals umgebaut und dabei u. a. am Nordgiebel des Palas um einen mehrgeschossigen Küchenanbau erweitert. 1668 kam die Anlage an die Kurpfalz, wo sie jedoch nicht als Verwaltungssitz benötigt und nur noch notdürftig unterhalten wurde. Der Küchenanbau wurde um 1700 abgerissen. 1736 wurde praktisch der gesamte restliche Baubestand mit Ausnahme der Zehntscheuer in der Vorburg als baufällig beschrieben. 1740 fanden einige Ausbesserungen statt, u. a. erhielt der heute noch erhaltene Turm damals ein neues Dach. 1774 waren die Wehrmauern und die meisten Gebäude der Burg mit Ausnahme von Palas, einem Turm und der Zehntscheuer bereits abgerissen und der Burggraben verfüllt. 1974 kam die Anlage in den Besitz der Gemeinde. Damals fanden anlässlich eines Neubaus in der Nachbarschaft die ersten archäologischen Grabungen zur Erforschung der ursprünglichen Substanz statt. Weitere Untersuchungen, eine umfassende Bauaufnahme und schließlich eine denkmalgerechte Sanierung schlossen sich ab 1989 an. Die Sanierung des Gebäudes war 1995 abgeschlossen. Heute dient das Schloss Dallau insbesondere kulturellen Zwecken.